# La novena
La novena (La neuvaine) è un film del 2005 diretto da Bernard Émond.